# Skalne Wrota (Góry Stołowe)
Skalne Wrota – forma skalna w Sudetach Środkowych, w Górach Stołowych, w północnej części zgrupowania Skalne Grzyby.

## Położenie i opis
Skałki położone są w północno-wschodnim fragmencie stoliwa Gór Stołowych na terenie Parku Narodowego Gór Stołowych, w północnej części zgrupowania Skalne Grzyby, około 1,2 km na północny wschód od Szczelińca Wielkiego.

Jest to zgrupowanie ciekawych skał piaskowcowych, które wznoszą się na wysokość kilku metrów. Położone są na krawędzi piętra środkowego, na wysokości około 680 m n.p.m., górują nad Szosą Stu Zakrętów i Wodospadami Pośny. Skały stanowią jedną z bardziej fantazyjnych i malowniczych grup skalnych w Górach Stołowych. Kształt skałek jest efektem złożonego i długotrwałego procesu erozyjnego, podczas którego zostały usunięte elementy mniej odporne na działanie warunków atmosferycznych, a pozostały bardziej odporne. Największy wpływ na rzeźbę skał miało zlodowacenie bałtyckie, a późniejsza erozja wietrzna doprowadziła do wykształcenia obecnego kształtu. Skały stanowią atrakcję turystyczną jako jeden z wielu elementów przyrody nieożywionej Gór Stołowych. Nazwa skał pochodzi od ułożenia skał na wzór podobny do kształtu bramy.

## Turystyka
Przez teren skał prowadzą szlaki turystyczne:
- żółty – prowadzący z Radkowa przez Pasterkę na Szczeliniec Wielki i dalej,
- niebieski – prowadzący z Radkowa na Szczeliniec Wielki.